# Ostojić de Bosnia
Esteban Ostojić (en serbocroata: Stjepan Ostojić/Стјепан Остојић) fue rey de Bosnia desde la muerte de su padre Ostoja en 1418 hasta su destitución por la nobleza en 1420.

## Juventud
Esteban, miembro de la Casa de Kotromanić, era el único hijo legítimo del rey Ostoja de Bosnia, nacido de su segunda esposa, Kujava Radinović. Sus padres se casaron en 1399, mientras que Esteban aparece por primera vez en los registros históricos a fines de 1408 como aval de la donación de su padre a los nobles hermanos Vukić y Juraj Radivojević por su leal servicio. Junto con su madre, Esteban aprobó la carta de privilegios de su padre a la República de Ragusa en 1409. Ostoja repudió a la reina Kujava en 1416, y parece que su hijo lo dejó también; el cronista ragusiano del siglo xvi Mavro Orbini afirmó que Esteban fue mencionado como oponente de Ostoja en 1417. El rey se volvió a casar inmediatamente, tomando a la rica viuda Jelena Nelipić como su tercera esposa. El 22 de julio de 1417, Esteban se reconcilió con su padre y, con su madrastra, aprobó otra donación de Ostoja a los hermanos Radivojević, que habían ayudado a reprimir una rebelión en Zahumlia. Esteban recibió autoridad sobre este territorio.

## Reinado
Ostoja murió en 1418 y se convocó el stanak para reconocer a Esteban como nuevo rey. Inmediatamente restauró los honores reales de su madre y encarceló a su madrastra. El primer acto de Esteban como rey fue notificar a Ragusa de su elección y reclamar los tributos que ahora le correspondían. Una incursión otomana permitió a los ragusianos detener el pago. Esteban tomó a su servicio a Miho Kaboga (de la familia ragusiana Kaboga), un ex protovestijar del gran duque Hrvoje Vukčić Hrvatinić, y pronto cayó bajo su influencia, que la nobleza resintió. Kaboga lo instó a conquistar la ciudad ragusiana de Ston, alegando que no estaba fuertemente fortificada y que la península de Pelješac no estaba protegida. Esteban reclamó la casa de Hrvatinić en Ragusa, así como la costa que rodea a Slano y todos los «bienes reales», pero finalmente cedió. Después de un consejo con su madre y la nobleza en la ciudad de Zvečaj en marzo de 1419, Stephen confirmó los privilegios otorgados a Ragusa por sus predecesores. El mismo año confirmó la venta de Konavli y la fortaleza de Sokol de su vasallo Sandalj Hranić Kosača a Ragusa.
En septiembre de 1419, Esteban ofreció una alianza a la República de Venecia en todas sus guerras, y luego se centró en su guerra por Albania contra Balša III. El conflicto tensó sus relaciones con su vasallo Kosača, padrastro y protector de Balša, pero los dos no se involucraron directamente. Cuando el ejército otomano liderado por Ishak Bey lanzó una incursión contra Bosnia, dirigida específicamente a los dominios de Esteban y sus parientes maternos y seguidores, la familia noble Pavlović, Kosača aprovechó la oportunidad para volverse contra Esteban y declarar su apoyo al exrey Tvrtko II, primo y rival desde hace mucho tiempo de su padre apoyado por los otomanos. Otros magnates lo siguieron. Esteban había sido depuesto formalmente en agosto de 1420. El último documento existente que lo menciona data de abril de 1421, cuando ofreció una renovación de la alianza a Venecia.